# Radosław Glonek
Radosław Glonek (24 settembre 1983) è uno schermidore polacco, vincitore di una medaglia di bronzo ai campionati mondiali di scherma.

## Palmarès
In carriera ha conseguito i seguenti risultati:
- Mondiali di scherma

2008 - Pechino: bronzo nel fioretto a squadre.
- Europei di scherma

2006 - Smirne: argento nel fioretto a squadre.
2008 - Kiev: argento nel fioretto a squadre.